# Eurimedonte (general)
Eurimedonte (em grego:  Εὐρυμέδων; ? — 413 a.C.) foi um dos generais atenienses (estrategos) durante a Guerra do Peloponeso.
Em 428 a.C. foi enviado pelos atenienses para interceptar a frota do Peloponeso que se dirigia para atacar Córcira. Ao chegar, depois de descobrir que Nicóstrato, com uma pequena esquadra de Náupacto, já havia tomado a ilha em none de Atenas, assumiu o comando da frota combinada porém não teve chance de se sobressair em combate. 
No verão seguinte, comandando as tropas terrestres atenienses, devastou o distrito de Tânagra. Em 425 a.C. foi nomeado, juntamente com Sófocles, filho de Sostrátides, comandante de uma expedição com destino à Sicília. Parou em Córcira no caminho, para ajudar a facção democrata local contra os exilados oligárquicos; não fez qualquer esforço, no entanto, para salvar estes exilados de serem massacrados.
Imediatamente depois de sua chegada na Sicília um pacto foi proposto pelo general Hermócrates, de Siracusa, com o qual Eurimedonte e Sófocles foram induzidos a concordar. Os termos do acordo, no entanto, não foram satisfatórios para os atenienses, que levantaram a suspeita de suborno; como resultado, os principais agentes das negociações foram banidos, e Eurimedonte sentenciado a pagar uma pesada multa. 
Em 414 a.C. Eurimedonte, que havia sido enviado juntamente com Demóstenes para reforçar Nícias e os atenienses no sitio de Siracusa, foi derrotado e morto em combate antes mesmo de desembarcar.